# Paramonacanthus pusillus
Paramonacanthus pusillus är en fiskart som först beskrevs av Eduard Rüppell 1829.  Paramonacanthus pusillus ingår i släktet Paramonacanthus och familjen filfiskar. Inga underarter finns listade i Catalogue of Life.